# 442-es főút (Magyarország)
A 442-es számú főút a hajdani Szolnok-tiszaug-kunszentmártoni törvényhatósági közút mai - eltérő vonalvezetésű - utóda. Az út Szolnoktól, a 4-es főút kertvárosi csomópontjától a 44-es főút kunszentmártoni szakaszáig tart, hossza mintegy 43 kilométer.

## Vonalvezetése
Szolnok Kertváros városrészének déli részén ered, a 4-es főút elkerülő szakaszából kiágazva, déli irányban; ellenkező irányban ugyanott a 3225-ös út indul. Elhalad a Szolnokhoz csatolt Szandaszőlős belterületének keleti szélén, érintve a honvédség itteni helikopterbázisát is, majd elhagyja a várost. Ezek után is jórészt déli irányba halad.
Keresztülhalad Rákóczifalván és Rákócziújfalun, majd Martfűre érve beletorkollik a 4629-es út Törökszentmiklós felől. A város központjában egy körforgalmú csomóponton halad keresztül, amely csomóponthoz keletről a 4627-es, nyugatról a 4633-as utak csatlakoznak. Tiszaföldváron a belterület keleti szélén húzódik – ott egy darabon közös szakasza van a Mezőtúrra vezető 4628-as úttal –, majd Kunszentmárton területére ér, utolsó csaknem 10 kilométerét ott teljesíti. Kungyalura a 46 102-es számú mellék út ágazik ki belőle, majd külön szintű csomóponttal keresztezi az M44-es autóút nyomvonalát, végül a 44-es útba csatlakozva ér véget.
Az út, leágazásai révén több kompátkelőhelyet érint: a Vezseny-Tiszaföldvár (Tiszaföldváron), Tiszainoka-Tiszakécske gyalogrév (Tiszainokán) és a Tiszakécske-Cserkeszőlő (Cserkeszőlőn) kompokhoz vezető utak mindegyike a 442-es útra fűződik fel.
A főút egyik jelentős műtárgya a 4-es főutat átívelő Szolnok-szandai közúti felüljáró, melyet 1995-ben adtak át.

## Története
Szolnok és Kunszentmárton között régóta létezett út, még ha kiépítettsége el is tért a ma ismert színvonaltól. Ennek vonalvezetése hajdan a Pusztatenyő– (ma: Tiszatenyő) kunszentmártoni HÉV 1885-ben átadott nyomvonalát követte Martfű és Kunszentmárton között. 1902-ben egy úthálózatrevízó következtében megváltozott a vonalvezetés, és az út betért Tiszafoldvár területére. Az úttól függetlenül, de az úthálózat kapcsán megemlítendő, hogy a Tiszai alsó járás útbiztosa 1902-ig Cibakházán székelt, és csak ekkor helyezték át a járásközpont Tiszaföldvárra.
A törvényhatósági (megyei) út kiépítése 1905-ben kezdődött a Tiszaug és Kunszentmárton közti szakasszal, és 1912-ben már használták. Megjegyzendő, hogy az 1911-ben épült Szolnoki közúti Tisza-híd (átadásakor: Ferenc József híd) is a Szolnok-tiszaug-kunszentmártoni törvényhatósági közút részét képezte, mivel az út Szolnok belterületéről indult szemben a mai állapotával, mikor a 4-es út jelenti a kiindulópontot. A híd állami kezelésben volt. Az út eredeti vonalvezetése eltért a jelenleg ismerttől, Szolnoktól Martfűig közel azonos volt a maival, majd onnan a települések belterületén, azok főutcájaként (Tiszaföldvár, Cibakháza) haladt Tiszaug felé, ahonnan a Kecskemét-Kunszentmártoni vasútvonalhoz igazodva tért vissza Kunszentmártonra. Ezen a vonalon az 1923-ban épült kunszentmártoni Hármas-Körös hídon át érte el végpontját (ma már más irányból közelít Kunszentmártonra, és nem keresztezi a Hármas-Köröst). Ezen a vonalvezetésen már a második világháború előtti időszakban szilárd burkolatú megyei útként volt ismert.
Egy dátum nélküli, feltehetőleg 1950 körül készült közúthálózati térkép nagyjából a teljes mai szakaszán másodrendű főútként tüntette fel, 44-es útszámozással.
A mai 44-es főútig terjedő szakasz 1998. október 16-ig ezen a vonalon haladt, vagyis Martfűtől Tiszaföldvár központján, majd Cibakháza, Nagyrév, Tiszainoka és Tiszakürt területén húzódott, és Cserkeszőlőnél érte el a 44-es főutat. (Az említett települések közül Nagyrév, Tiszainoka és Tiszakürt lakott területeit a régi nyomvonal sem érintette.) Amikor viszont ezt az útvonalat áthelyezték a mai viszonylatba, Tiszaföldvárnak és Martfűnek ilyen szempontból megmaradt az átmenő forgalma, viszont áthelyeződött a belvárosból, de a kisebb települések így jelentős forgalomtól estek el. Így viszont jobb (nagyságrendekkel gyorsabb) az észak-déli irányú kapcsolat a 45-ös főúttal a majdnem közös kunszentmártoni becsatlakozás miatt. A vonalvezetés ekkor tehát visszatért az 1902 előttihez, ám míg a 19.-20. század fordulóján a települések gazdaságfejlődésének alapvető érdeke volt, hogy kiépített köves úton érjék el azokat, ma már a megnövekedett forgalom okozta zaj- és levegőszennyezés miatt az érdekek azt diktálják, hogy a főutak elkerüljék a településeket.
1934-ben a kereskedelem- és közlekedésügyi miniszter 70 846/1934. számú rendelete a Szolnok és Martfű közti szakaszát harmadrendű főúttá nyilvánította, a Szolnok-Tiszakürt közti 411-es főút részeként. Még az 1940-es évek második felében is ezt az útszámozást viselte: az alábbi forrásként megadott cikkhez mellékelt második filmhíradó-részletben a 31-32. másodperc táján, majd a 34. kilométernél is ez az útszám látható.